# Verwaltungsgemeinschaft Feldstein
La Verwaltungsgemeinschaft Feldstein est une communauté d'administration allemande qui regroupe 16 communes du land de Thuringe, dans l'arrondissement de Hildburghausen, au centre de l'Allemagne. En 2015, sa population est de 4 881 habitants.

## Source de la traduction
- (de) Cet article est partiellement ou en totalité issu de l’article de Wikipédia en allemand intitulé « Verwaltungsgemeinschaft Feldstein » (voir la liste des auteurs).